# Neulliac
Neulliac (bretonisch: Neulieg) ist eine französische Gemeinde mit 1476 Einwohnern (Stand 1. Januar 2022) im Département Morbihan in der Region Bretagne. Sie gehört zum Gemeindeverband Pontivy Communauté.

## Geographie
Neulliac liegt im Norden des Départements Morbihan an der Grenze zum Département Côtes-d’Armor und gehört zum Pays de Pontivy.
Nachbargemeinden sind Guerlédan im Norden, Kergrist im Nordosten, Saint-Gérand-Croixanvec im Osten, Noyal-Pontivy im Südosten, Pontivy im Süden und Südwesten, Cléguérec im Westen sowie Saint-Aignan im Nordwesten. 
Der Ort liegt wegen seiner Lage nördlich der Stadt Pontivy nahe an Straßen für den überregionalen Verkehr. Neulliac selber liegt an der D767 von Pontivy nach Lannion. Die wichtigsten Straßenverbindungen sind die D700/D768 (ehemals Route nationale 168), die mehrere Kilometer südöstlich der Gemeinde vorbeiführt und die N164 im Norden. 
Die bedeutendsten Gewässer sind der Fluss Blavet sowie die Bäche Kergal und Perchénic. Diese bilden gleichzeitig teilweise die Gemeinde- und Départementgrenze. Im Südosten der Gemeinde liegen die Étangs du Roz (Teiche von Le Roz) am Canal de Nantes à Brest. Zudem gibt es zahlreiche kleinere Teiche auf dem Gemeindegebiet.

## Bevölkerungsentwicklung
| Jahr      | 1962 | 1968 | 1975 | 1982 | 1990 | 1999 | 2006 | 2019 |
| Einwohner | 1431 | 1319 | 1305 | 1430 | 1466 | 1465 | 1510 | 1390 |

## Geschichte
Die Gemeinde gehört historisch zur bretonischen Region Kernev (frz. Cornouaille) und innerhalb dieser Region zum Gebiet Bro Pondi (frz. Pays de Pontivy) und teilt dessen Geschichte. Neulliac war von 1793 bis zu dessen Auflösung 1801 Hauptort des Kantons Neulliac. Seither gehört die Gemeinde zum Kanton Cléguérec. Teile der damaligen Gemeinde wurden bei der Bildung der neuen Gemeinde Le Sourn 1869 von Malguénac abgetrennt.

## Sehenswürdigkeiten
- Kirche Saint-Pierre-et-Saint-Paul aus dem 15. Jahrhundert, im 19. Jahrhundert restauriert
- Kapelle Notre-Dame-de-Délivrance im Ortsteil Le Roz (um 1850)
- Kapelle Saint-Samson im gleichnamigen Ortsteil aus dem 17. Jahrhundert; um 1830 restauriert
- Kapelle Notre-Dame-de-Carmès im Ortsteil Carmès aus dem 15. Jahrhundert; im 18. und 20. Jahrhundert restauriert (Monument historique)
- Kapelle Saint-Eloi im gleichnamigen Ortsteil aus dem Jahr 1890
- die Bauerngüter von Le Grevel (18. Jahrhundert) und Auquinian (1642; erweitert um 1750)
- Herrenhaus von Kergicquel aus dem 17. und 18. Jahrhundert
- Brunnen von Carmès aus dem 17. Jahrhundert
- Überreste eines römischen Lagers

Quelle:

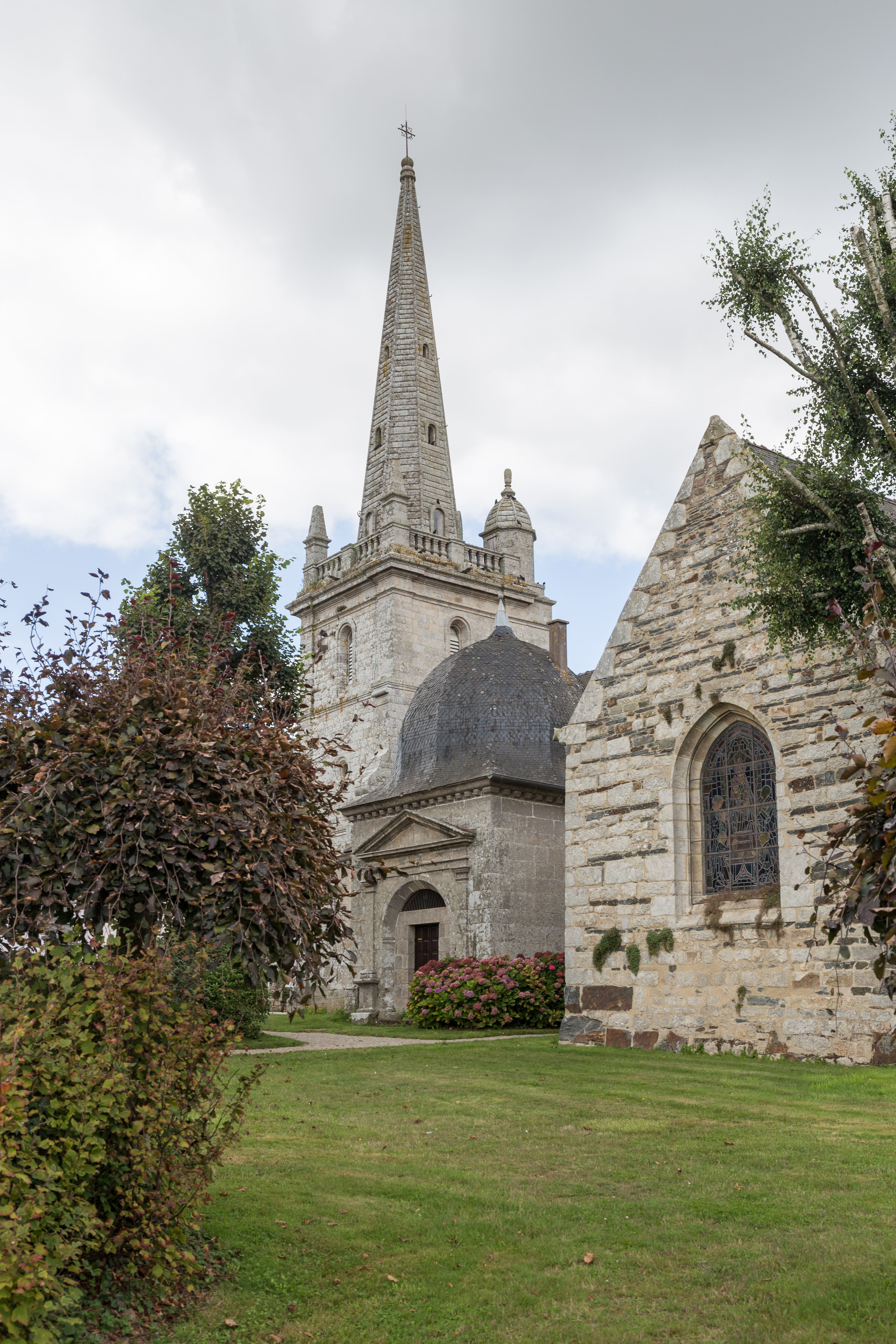
Kirche Saint-Pierre-et-Saint-Paul
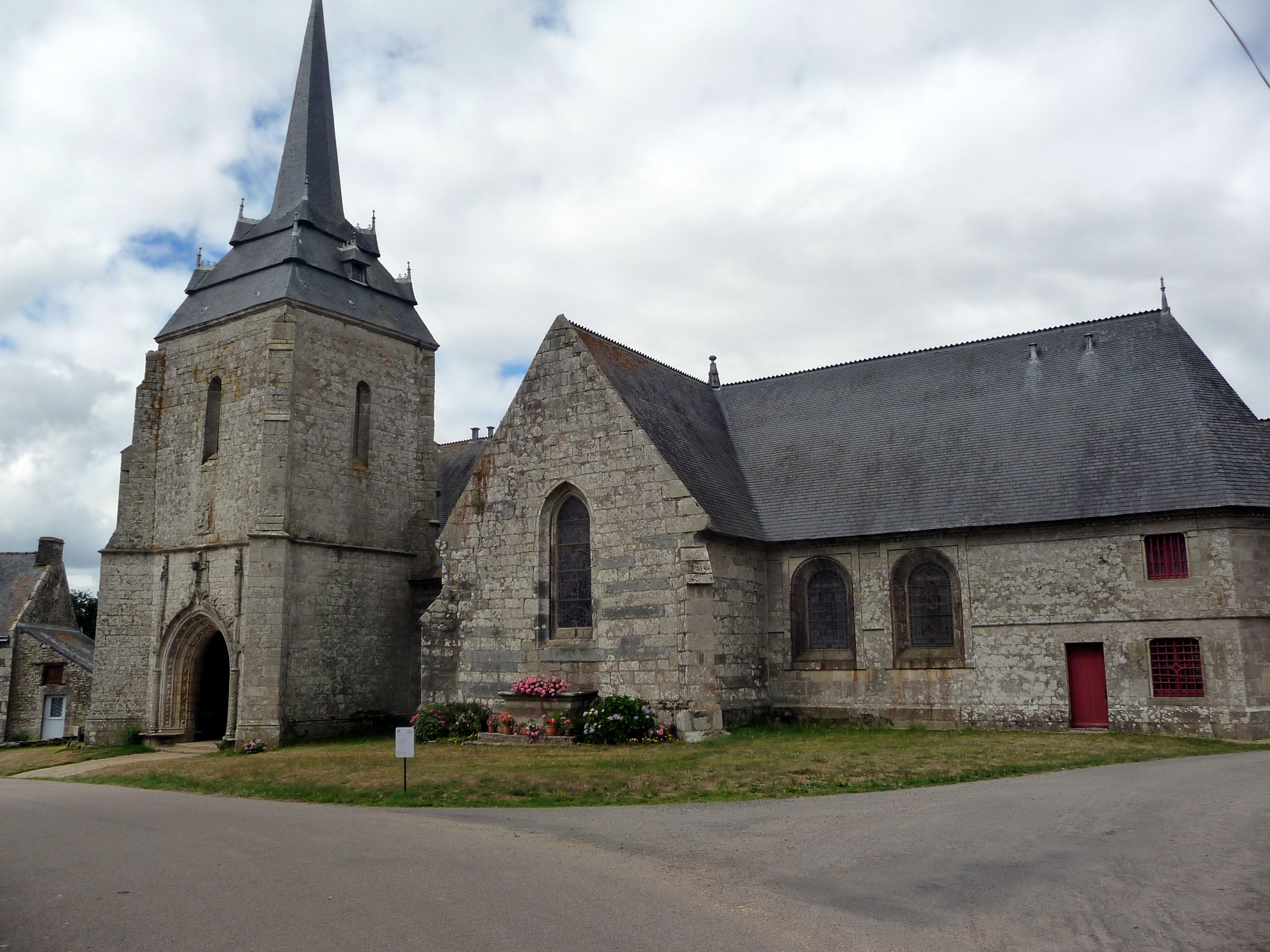
Kapelle Notre-Dame-de-Carmès